# Violet hekseringshat
Violet hekseringshat (Lepista nuda) er en almindeligt forekommende lamelsvamp i Ridderhat-familien. Hatten er middelstor, 5-15cm bred, oftest brunlig på oversiden og med svagt til tydeligt violet stok og lameller. Stokken er 1-2cm tyk og 3-10cm høj. Lyserøde sporer. Svampen er spiselig når den er gennemstegt eller kogt, men lettere giftig rå. Kan forveksles med visse slørhatte, der kan være uspiselige eller giftige.
Rådsvamp der forekommer i skove (løv- og nåleskove), langs veje og i haver og plantager og overalt hvor der er dødt plantemateriale at nedbryde. Dog sjældent på mager jord, f.eks. i fyrreskove og andre nåleskove på sandbund og fattig jord. Sent efterår og tidlig vinter.
| Svampe | Spire Denne artikel om svampe er en spire som bør udbygges. Du er velkommen til at hjælpe Wikipedia ved at udvide den. |